# Sœurs de la Sainte Croix de Menzingen
Les sœurs de la Sainte Croix de Menzingen (en latin : Sororum Docentium a S. Cruce e Tertio Ordine S. Francisci) sont une congrégation religieuse enseignante de droit pontifical.

## Histoire
En 1840, le capucin Théodose Florentini (it) (1806-1865) désire former une congrégation féminine enseignante. Il envoie Marie Anne Heimgartner (en) (1822-1863) et deux autres jeunes filles se former au couvent des capucines du Couronnement de la Vierge de Baden dans le canton d'Argovie. Le monastère étant supprimée l'année suivante par le gouvernement argovien (conflit des monastères d'Argovie (de)), elles doivent poursuivre leur formation au couvent des ursulines (de) de Fribourg-en-Brisgauet accomplissent leur noviciat chez les sœurs de la Providence de Ribeauvillé.
Elles prononcent leurs vœux le 16 octobre 1844, selon la règle du Tiers-Ordre franciscain, dans le couvent des capucins d'Altdorf (Suisse), sous le nom de congrégation des enseignantes de la Sainte Croix. Marie Anne Heimgartner prend le nom de Bernarde et devient la 1re supérieure. Le lendemain, la première communauté s'établit à Menzingen où une école est ouverte,.
Les constitutions sont approuvées par l'évêque du diocèse de Coire le 2 juillet 1845. En 1856, la communauté d'Ingenbohl se sépare de Menzingen pour donner naissance aux sœurs de la Charité de la Sainte Croix. L'institut obtient le décret de louange le 12 mars 1894 et reçoit l'approbation du Saint-Siège le 6 juillet 1900 ; les constitutions sont reconnues le 17 août 1901 et la congrégation est agrégée aux frères mineurs capucins le 10 novembre 1907.
Pascalina Lehnert (1894-1983) secrétaire et aide-soignante de Pie XII, était membre de cette congrégation.

## Activités et diffusion
L'enseignement reste le principal but des sœurs qui œuvrent aussi pour la promotion sociale et la santé.
Elles sont présentes en,:
- Europe : Allemagne, Italie, Royaume-Uni, Suisse.
- Amérique : Chili.
- Afrique : Afrique du Sud, Lesotho, Zambie.
- Asie :  Inde, Sri Lanka.

La maison généralice est à Lucerne. 
En 2017, la congrégation comptait 1703 sœurs dans 244 maisons.